# كوم حمادة
كوم حمادة، مدينة مصرية تقع في أقصى شمال مصر، وتتبع محافظة البحيرة إدراياً، والمدينة عاصمة مركز كوم حمادة.

## تاريخ
كانت قرية قديمة تسمى منية أسامي، وقد غُير اسمها في أوائل العهد العثماني سنة 1526 لتصبح كوم حمادة وهي اسمها الحالي. وكان مركز كوم حمادة يُسمى في السابق مركز النجيلة، ولعدم صلاحية تلك القرية لإقامة ديوان المركز بها ولبعدها عن السكك الحديدية، نقلت قاعدة المركز إلى كوم حمادة سنة 1902 لوجود محطة سكك حديدية بها ولتوسطها بين قرى المركز.

## السكان
بلغ عدد سكان كوم حماده 41,227 نسمة، منهم 19,169 ذكر و22,058 أنثى بحسب الإحصاء الرسمي لعام 2006.

## مناطق أثرية
- كوم الحصن